# (11396) 1998 XZ77
(11396) 1998 XZ77 è un asteroide troiano di Giove del campo greco. Scoperto nel 1998, presenta un'orbita caratterizzata da un semiasse maggiore pari a 5,218890 UA e da un'eccentricità di 0,064046, inclinata di 12,577433ª rispetto all'eclittica. Ha un diametro di 37,109 km e un'albedo di 0,074.